# Periaeschna nocturnalis
Periaeschna nocturnalis – gatunek ważki z rodziny żagnicowatych (Aeshnidae).